# Digital Interface for Video and Audio
Il connettore Digital Interface for Video and Audio (DIVA o DiiVA) è un connettore per la trasmissione multimediale compressa e non compressa. L'interfaccia è stata sviluppata da Synerchip Company.
L'interfaccia DiiVA attualmente supporta la trasmissione dei segnali audio e video compressi e non compressi, trasmissione dei segnali 3D e una risoluzione massima di 1080p, supporta i protocolli di protezione HDCP e DTCP oltre che l'alimentazione di dispositivi a basso consumo (massimo 5W).